# مفلوج الأصابع
مفلوج الأصابع (الاسم العلمي: Crenadactylus)، وتعرف باسم الوزغ عديم المخالب، سميت بذلك بسبب عدم وجود مخالب في نهاية الأصابع.
هم الأعضاء الأستراليون الوحيدون في الوزغية الذين يفتقرون إلى المخالب، والجنس هو أيضًا الأصغر حجمًا. تستوطن أنواعه السبعة أستراليا.